# Gerrit van der Veen College

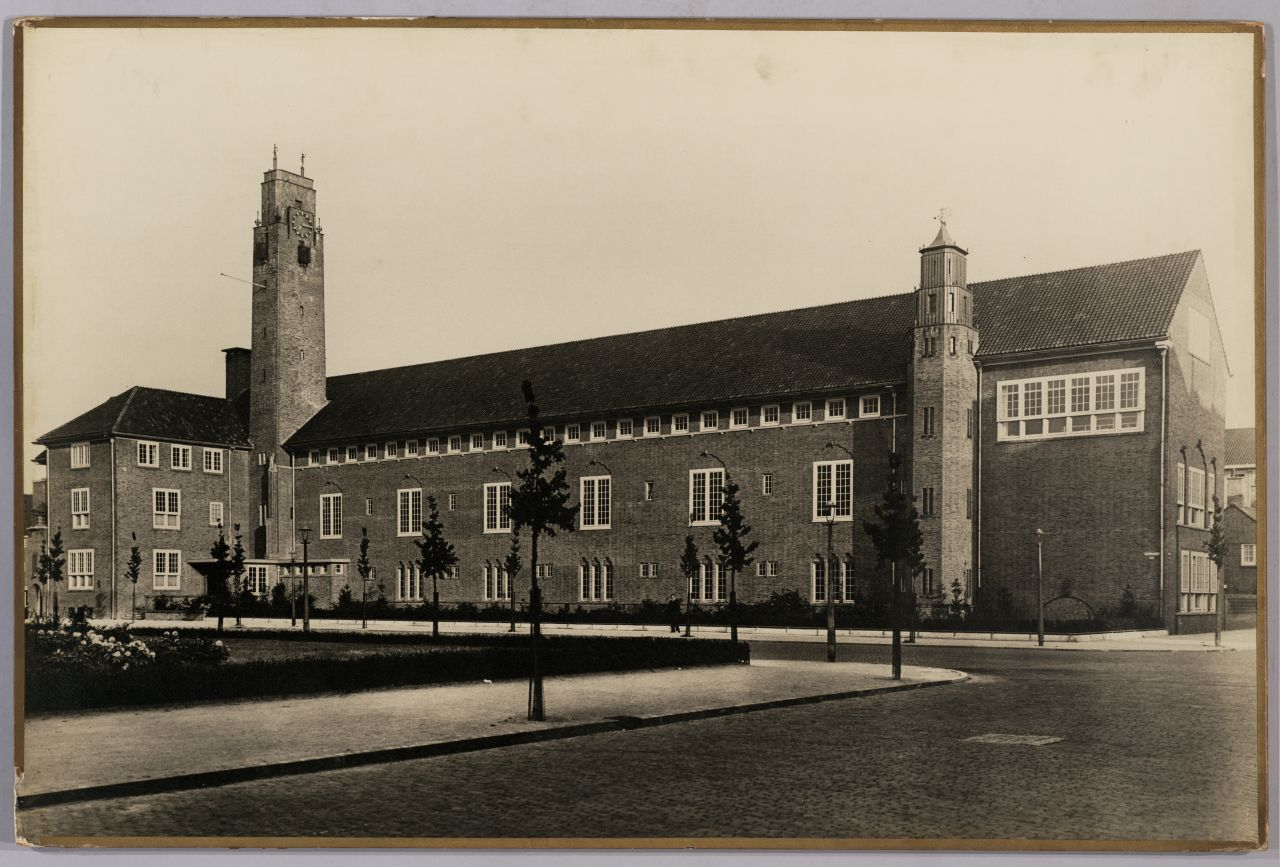
HBS voor meisjes; 1930. Architect: Nicolaas Lansdorp (Publieke Werken Amsterdam).

Het Gerrit van der Veen College is een middelbare school in Amsterdam-Zuid.

## Algemeen
De school is vernoemd naar Gerrit van der Veen (1902-1944), een beeldhouwer en verzetsstrijder in de Tweede Wereldoorlog. Het is een school voor voortgezet onderwijs en heeft de richtingen atheneum en havo. Er wordt veel aandacht geschonken aan kunst en cultuur. Het motto van de school is "Creativiteit en wilskracht". Een derde deel van de leerlingen volgt tevens een dans- of muziekopleiding. Deze leerlingen zitten in aparte klassen met een aangepast rooster. Er is een samenwerkingsverband met Lucia Marthas Institute for Performing Arts, Nationale Ballet Academie en het Conservatorium van Amsterdam. Er zitten ongeveer 860 leerlingen op de school. De school valt onder de Stichting ZAAM.

## Schoolgebouw
De school is gevestigd in een gebouw, ontworpen door Nicolaas Lansdorp, dat vanaf 1930 werd gebruikt voor de meisjes-HBS. Tijdens de Duitse bezetting in de Tweede Wereldoorlog was vanaf 1940 de Sicherheitsdienst (SD) in het gebouw gevestigd.
Op 26 november 1944 werd het gebouw getroffen door een geallieerde bomaanval, die beperkte schade aan dit gebouw aanrichtte, maar 30 huizen verwoestte. Vanwege het oorlogsverleden werd de straat, die voor en tijdens de oorlog Euterpestraat heette, in 1945, na het einde van de bezetting en de oorlog, hernoemd naar Gerrit van der Veen.

## Cultuurprofiel
Het cultuurprofiel van de school uit zich voornamelijk in het curriculum: onderbouwklassen hebben de vakken Dans, Drama, Muziek, CKV, Tekenen en Handvaardigheid. Na de derde klas kunnen de leerlingen kiezen voor het examenvak Drama, Muziek of Beeldende Vorming.
Daarnaast zijn er "cultuurdagen" voor alle jaarlagen. Ook is er een jaarlijkse schoolvoorstelling en is de school deelnemer aan het Amsterdamse Rozentuinfestival.

## Instroom
Er is een maximum gesteld van 145 leerlingen. Niet iedere leerling kan worden aangenomen en de school volgt de Amsterdamse kernprocedure.
De instroom van leerlingen komt uit heel Nederland, vanwege de samenwerking met Lucia Marthas Institute for Performing Arts, Nationale Ballet Academie en het Conservatorium van Amsterdam.